# Malíkov
Malíkov település Csehországban, a Svitavyi járásban. Malíkov Útěchov, Rozstání, Městečko Trnávka és Moravská Třebová településekkel határos. Lakosainak száma 102 fő (2024. január 1.).

## Népesség
A település lakosságának változását az alábbi diagram mutatja:
| Lakosok száma | 281  | 271  | 247  | 164  | 92   | 103  | 98   | 91   | 100  | 102  |
|               | 1869 | 1890 | 1921 | 1950 | 1980 | 2001 | 2017 | 2019 | 2022 | 2024 |